# 王淦昌
王淦昌（1907年5月28日—1998年12月10日），江苏常熟人，中国近代核物理学家，863计划的倡导人之一，中国惯性约束核聚变研究的奠基者。由于其深度参与中国核武器研制，故被列为23位“两弹一星”功勋之一。 王淦昌曾任中国原子能研究院院长和九三学社中央名誉主席。1961至1978年参与研制原子弹和氢弹期间，为保密需要化名王京。
2000年，中国物理学会为纪念胡刚复等五位物理学界前辈，设立了胡刚复、饶毓泰、叶企孙、吴有训、王淦昌物理学奖，其中王淦昌物理奖授予粒子物理和惯性约束核聚变方面有突出成就的物理学家。

## 生平
王淦昌早年在家乡的私塾念书，于1916年转学至太仓县沙溪小学。1924年，王淦昌于上海浦東中學畢業，随后进入一所技术学校学习汽车驾驶和维修技术。1925年8月，王淦昌考入清華大學读书。1929年6月，王淦昌于清華大學物理系畢業，後留校任助教，在物理学家吴有训教授指导下完成了中国第一篇有关大气放射性的实验研究论文《清华园周围氡气的强度及每天的变化》。
1930年，王淦昌考取江蘇省官費留學名额，到德國柏林大學威廉皇家化學研究所放射物理研究室，師從莉泽·迈特纳学习原子核物理学。1931年，王淦昌在德国就读研究生期间，提出可能发现中子的试验设想，1932年英国科学家查德威克按此思路进行试验发现了中子并获得诺贝尔奖。1932年，王淦昌发表了论文《关于RaE连续β射线谱的上限》，并于同年12月完成了关于内转换电子研究的博士论文，之后前往欧洲各国进行学术访问。
1934年4月王淦昌返回中国后，在1934年至1936年任山東大學物理系教授。1936年至1947年任浙江大學物理系教授、系主任。1941年，王淦昌在《关于探测中微子的一个建议》的论文中提出，通过轻原子核俘获K壳层电子释放中微子时产生的反冲中微子的创造性实验方法。1942年1月，美国《物理评论》（PhysicalReview）发表了这篇短文，此项成果荣获第二届范旭东先生纪念奖。1947年至1949年于美國加利福尼亚大学伯克莱分校物理系作学术訪問，研究有关宇宙线中介子衰变的问题。1949年至1951年任大連大學工學院（今大連理工大學）物理系教授。
1950年，王淦昌化名王京，调任至中国科学院近代物理研究所工作。50年代初期，王淦昌领导并参加了有关宇宙线的研究，与肖健共同领导筹建位于云南落雪山海拔3185米处的中国第一个高山宇宙线实验室，安装了自行设计建造的磁云雾室。实验室在1954年建成后开始观察宇宙线与物质相互作用，共搜集到700多个奇异粒子事例，研究了奇异粒子性质，使中国在宇宙线方面的研究进入当时国际先进行列。1952年，王淦昌与吴恒兴、林传骝赴朝鲜战场，完成了探测美军是否使用原子武器、投掷放射性物质的任务。同年，任中国科学院近代物理研究所副所长。1955年，当选中国科学院学部委员（院士）。1956年9月，王淦昌作为中国的代表，到苏联杜布纳联合原子核研究所任研究员，从事基本粒子研究，并被选为副所长。1959年，王淦昌从4万对底片中找到了一个产生反西格马负超子的事例，发现超子的反粒子，引起了国际学术界的轰动。1960年12月接到密电回国，并于次年4月开始秘密参与至中国核武器的研制工作当中，之后开始从事核科学的国防应用研究、惯性约束核聚变研究。1964年，王淦昌与苏联著名科学家巴索夫同时独立地提出「激光惯性约束核聚变」的新概念，文革期间把一度停滞的科研工作拉回轨道。
1978年，王淦昌调回北京，就任中国核工业部副部长，兼原子能研究所所长。在王淦昌直接领导下，先后开展强流电子束惯性约束核聚变和氟化氪（KrF）激光惯性约束核聚变的基础性研究工作，为后来的惯性约束聚变获取核能做出了开创性工作。1980年3月15日，中国科学技术协会第二次全国代表大会在北京召开，会议选出第二届全国委员会，其被选为副主席。由于王淦昌在中国核武器研制、试验工作中的巨大贡献（指导了中国第一次地下核试验，领导并具体组织了中国第二、第三次地下核试验，主持指导的爆轰物理试验、炸药工艺、近区核爆炸探测、抗电磁干扰、抗核加固技术和激光模拟核爆炸试验等方面都取得重要成果）和发现反西格马负超子，因此王淦昌在1982年和1985年分别获得国家自然科学奖一等奖和两项国家科技进步奖特等奖。
1986年3月与王大珩、杨嘉墀、陈芳允一起写信给邓小平，提出发展中国的高新技术，促成863计划。1986年6月，中国科学技术协会第三次全国代表大会在北京召开，选举产生第三届全国委员会。6月28日，第三届全国委员会第一次会议召开，推举其为荣誉委员。1994年，王淦昌获得首届何梁何利基金科学与技术成就奖。1998年6月，王淦昌被授予中国科学院首批“资深院士”称号。同年12月10日，王淦昌在北京去世，享年91岁。1999年，被追授“两弹一星”功勋奖章。

## 纪念
- 2007年5月27日，中国科学院国家天文台将1997年11月发现的小行星14558命名为“王淦昌星”。中国科学院院士、国家天文台台长艾国祥在中国核学会第六次全国会员代表大会上，将“王淦昌星”运行轨道图铜牌送给王淦昌之子王德基。